# Palacagüina
Palacagüina är en kommun (municipio) i Nicaragua med 15 003 invånare.  Den ligger i den bergiga nordvästra delen av landet, 24 km öster om Somoto, i departementet Madriz. Kommunen är mest känd för sången El Cristo de Palacagüina (Kristus från Palacagüina) av Carlos Mejía Godoy y Los de Palacagüina.

## Geografi
Palacagüina gränsar till kommunerna Totogalpa i norr, Telpaneca i öster,  Condega och Pueblo Nuevo i söder, samt till Yalagüina i väster. Kommunens största ort är centralorten Palacagüina med 4 235 invånare (2005).

## Historia
Palacagüina grundades 1552. År 1995 upphöjdes Palacagüina från pueblo till ciudad (stad).

## Transporter
Den Panamerikanska landsvägen passerar kommunens sydvästra del.

## Religion
Kommunen firar sin festdag den 22 augusti till minne av Vår Fru av Asunción.

## Personer från Palacagüina
- Videncia Merlo Iglesia, kompositör, sångerska och poet[7]